# Spøttrup

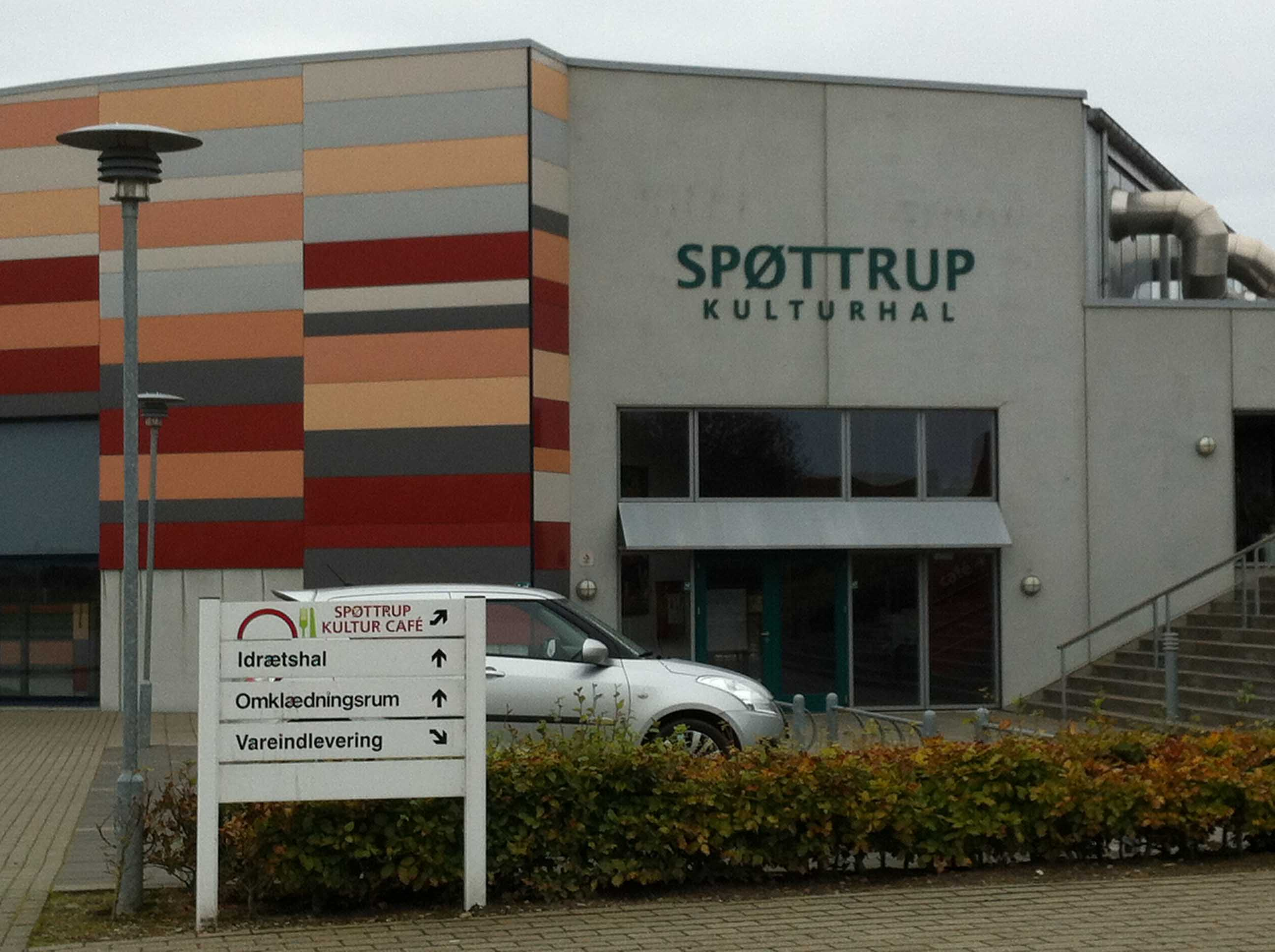
Imagem de uma cafeteria de Spøttrup

Spøttrup é um município da Dinamarca, localizado na região noroeste, no condado de Skive.
O município tem uma área de 189,46 km² e uma população de 7 954 habitantes, segundo o censo de 2004.